# Número oficial de comunidade
O número oficial de comunidade é uma sequência numérica para identificar municípios. Outras nomenclaturas usadas para este fim são os códigos NUTS, FIPS e o código postal.

## Alemanha
Na Alemanha, o número oficial de comunidade é usado para fins estatísticos e é determinado por cada um dos escritórios de estatística dos diferentes estados.

### Estrutura
O número oficial de comunidade é formado por oito dígitos, que se constituem da seguinte maneira:
- os primeiros dois dígitos designam o estado alemão;
- o terceiro dígito designa a região administrativa (em áreas sem região administrativa se usa um zero em seu lugar);
- o quarto e quinto dígito designam o número do distrito ou de uma cidade independente;
- o sexto, sétimo e oitavo dígitos indicam o município ou cidade. Para as cidades independentes são usados três zeros.

#### Exemplos
08 1 11 000: Stuttgart
- 08: Baden-Württemberg;
- 1: Região Administrativa de Stuttgart;
- 11: Stuttgart;
- 000: Stuttgart é uma cidade independente.

03 2 54 021 = Hildesheim
- 03: Baixa-Saxônia;
- 2: Região Administrativa de Hanôver (vigorou até 31 de dezembro de 2004);
- 54: Distrito de Hildesheim;
- 021: Hildesheim.

12 0 64 340 = Neuhardenberg
- 12: Brandemburgo;
- 0: em Brandemburgo não há regiões administrativas;
- 64: distrito de Märkisch-Oderland;
- 340: Neuhardenberg.

### Estados Federais
- 01: Schleswig-Holstein
- 02: Hamburgo
- 03: Baixa-Saxônia
- 04: Bremen
- 05: Renânia do Norte-Vestfália
- 06: Hesse
- 07: Renânia-Palatinado
- 08: Baden-Württemberg
- 09: Baviera
- 10: Saarland
- 11: Berlim
- 12: Brandemburgo
- 13: Mecklemburgo-Pomerânia Ocidental
- 14: Saxônia
- 15: Saxônia-Anhalt
- 16: Turíngia

### Base de dados
Procura de uma localidade na base de dados alemã  «Número oficial de comunidade»

## Suíça

### Estrutura
O Escritório Federal de Estatística da Suíça atribui códigos numéricos de até quatro dígitos aos municípios. Estes códigos são formados sequencialmente de acordo com a ordem oficial dos Cantões da Suíça, distritos e municípios.

### Cantões
| Cantão                       | Rango     |
| ---------------------------- | --------- |
| Cantão de Zurique            | 0001-0261 |
| Cantão de Berna              | 0301-0996 |
| Cantão de Lucerna            | 1001-1150 |
| Cantão de Uri                | 1201-1220 |
| Cantão de Schwyz             | 1301-1375 |
| Cantão de Obwald             | 1401-1407 |
| Cantão de Nidwald            | 1501-1511 |
| Cantão de Glaris             | 1601-1629 |
| Cantão de Zug                | 1701-1711 |
| Cantão de Friburgo           | 2001-2336 |
| Cantão de Soleura            | 2401-2622 |
| Cantão de Basileia           | 2701-2703 |
| Cantão de Basileia-Campo     | 2761-2895 |
| Cantão de Schaffhausen       | 2901-2974 |
| Cantão de Appenzell Exterior | 3001-3038 |
| Cantão de Appenzell Interior | 3101-3111 |
| Cantão de São Galo           | 3201-3444 |
| Cantão dos Grisões           | 3501-3987 |
| Cantão de Argóvia            | 4001-4323 |
| Cantão de Turgóvia           | 4401-4951 |
| Cantão de Tessino            | 5001-5322 |
| Cantão de Vaud               | 5401-5939 |
| Cantão de Valais             | 6001-6300 |
| Cantão de Neuchâtel          | 6401-6511 |
| Cantão de Genebra            | 6601-6645 |
| Cantão de Jura               | 6701-6806 |